# Cibersofia
Cibersofia é a corrente filosófica que aprecia o ambiente virtual e o seus processos subjetivos. O ciberespaço como campo de estudos e de pesquisas filosóficas, o entendimento e a busca pela compleição do indivíduo conectado e do pensamento pós-moderno.